# بطولة الأمم الخمس 1985
بطولة الأمم الخمسة 1985 (بالإنجليزية: 1985 Five Nations Championship)‏ هو الموسم 91 من بطولة الأمم الخمسة، كان عدد الأندية المشاركة فيه  5، وفاز فيه منتخب أيرلندا الوطني لاتحاد الرغبي.